# Silbenkern
Der Silbenkern (Nukleus, Silbengipfel) ist der Moment der größten Schallfülle einer Silbe und damit deren sonoranter Hauptteil („Segment mit der höchsten Prominenz“). In der Regel ist dieser Silbenkern vokalisch. Ist kein Vokal vorhanden, so liegt der Silbenkern auf einem Fließlaut (Liquida) oder auf einem Reibelaut (Frikativ).
Die Silbe als kleinste freie phonologische Einheit hat genau einen Nukleus. Konsonantische Satellitenphoneme (Silbenanlaut und Silbenkoda) können den Nukleus umgeben. Die nächstgrößere phonologische Einheit (Fuß) kann mehrere Silbenkerne aufweisen.
Ein Silbenkern besteht im einfachsten Falle aus exakt einem Vokal. In den meisten Sprachen findet sich als leichtester Komplex ein Silbenkern aus zwei Vokalen und somit aus einem Diphthong. Seltener sind auch Triphthong, also eine unmittelbar Folge von drei Vokalen oder Halbvokalen im Nukleus.
Das Diakritikum der IPA für Konsonanten im Silbenkern ist ein kleiner Strich unter dem Zeichen. Ein Beispiel im Deutschen: [ˈbeːtn̩] beten.

## Beispiele
- Vokal als Silbengipfel im Deutschen: „Haken“, „Wandel“, „Lesen“ oder „haben“
- leerer Silbenanlaut bei unbetontem Vokal im Deutschen: „Chaos“, „etwaig“ oder „nahe“
- Hiatus verschiebt den Gipfel im Deutschen: „chaotisch“
- eine Liquida als Nukleus: deutsch „Teufel“ oder kroatisch Krk
- ein sonoranter Konsonant (Sonorant, hier ein Nasal) als Silbengipfel: deutsch „haben“, „laufen“, „lesen“, „Wandel“ oder im Swahili mtu für „Mann“
- ein Frikativ als zischender Silbenkern im Deutschen: „psst“
- ein Triphthong im Englischen: hire oder flour

## Phonotaktische Einordnung
Die Phonologie einer Sprache teilt die Sprachlaute ein nach phonologischen Sonoritätsklassen, welche relativ voneinander sind. Die Syllabizität eines Sprachlauts ist kein intrinsisches, kontextfreies Merkmal eines Segments, sondern das vergleichende Ergebnis des syntagmatischen Kontrasts des Segmentes mit hinreichender Sonorität gegenüber anderen Segmenten mit Lauten geringerer Sonorität. Ein Laut ist silbisch, wenn er dem Silbenkern zugeordnet ist.

## Bezug zum Sonoritätsprinzip
Das Sonoritätsprinzip besagt, dass die Sonorität jeder Silbe zum Silbengipfel hin zunimmt und dann wieder abnimmt.

## Reim
Nukleus und Koda (Auslaut) konstituieren zusammen den Reim.

## Akzent
Der Silbenkern oder der Silbenreim ist der Träger des Akzents. Die deutsche Sprache hat einen Stammsilbenakzent (siehe Wortakzent). 